# Discografia de La Rappresentante di Lista
La discografia de La Rappresentante di Lista, gruppo musicale italiano attivo dal 2011, si compone di quattro album in studio, due dal vivo, un EP e quindici singoli, di cui due come artista ospite.

## Album

### Album in studio
| Anno                                                                          | Titolo | Classifiche | Certificazioni |
| Anno                                                                          | Titolo | ITA         | Certificazioni |
| ----------------------------------------------------------------------------- | --- | ----------- | -------------- |
| 2014                                                                          | (Per la) via di casa - Pubblicato: 6 marzo 2014 - Etichetta: Garrincha Dischi - Formati: CD, LP, download digitale | —           |                |
| 2015                                                                          | Bu Bu Sad - Pubblicato: 4 dicembre 2015 - Etichetta: Garrincha Dischi - Formati: CD, 3 CD, LP, download digitale   | —           |                |
| 2018                                                                          | Go Go Diva - Pubblicato: 14 dicembre 2018 - Etichetta: Woodworm - Formati: CD, LP, download digitale               | —           |                |
| 2021                                                                          | My Mamma - Pubblicato: 5 marzo 2021 - Etichetta: Woodworm - Formati: CD, LP, download digitale                     | 5           | - ITA: Oro     |
| 2024                                                                          | Giorni felici - Pubblicato: 25 ottobre 2024 - Etichetta: Woodworm - Formati: CD, LP, download digitale             | 37          |                |
| "—" indica una pubblicazione non classificata o non pubblicata in quel Paese. | |             |                |

### Album dal vivo
| Anno | Titolo |
| ---- | --- |
| 2015 | Bu Bu Sad Live - Pubblicato: 7 marzo 2017 - Etichetta: Garrincha Dischi - Formati: CD                         |
| 2023 | Live with Orchestra - Pubblicato: 14 aprile 2023 - Etichetta: Woodworm - Formati: CD, 2 LP, download digitale |

## Extended play
| Anno | Titolo                                                                        |
| ---- | ----------------------------------------------------------------------------- |
| 2022 | Ciao ciao - Pubblicato: 16 dicembre 2022 - Etichetta: Woodworm - Formati: 10" |

## Singoli

### Come artista principale
| Anno                                                                          | Titolo                                | Classifiche | Classifiche | Certificazioni     | Album di provenienza       |
| Anno                                                                          | Titolo                                | ITA         | SWI         | Certificazioni     | Album di provenienza       |
| ----------------------------------------------------------------------------- | ------------------------------------- | ----------- | ----------- | ------------------ | -------------------------- |
| 2014                                                                          | D.A.Q.C.M./1000 fan                   | —           | —           |                    | (Per la) via di casa       |
| 2014                                                                          | Bimba libre/Klammern an den Zähnen    | —           | —           |                    | (Per la) via di casa       |
| 2015                                                                          | Invisibilmente                        | —           | —           |                    | Bu Bu Sad                  |
| 2015                                                                          | Apriti cielo!                         | —           | —           |                    | Bu Bu Sad                  |
| 2017                                                                          | Bora Bora                             | —           | —           |                    | Bu Bu Sad                  |
| 2017                                                                          | Centro malessere (con Giorgio Canali) | —           | —           |                    | /                          |
| 2018                                                                          | Questo corpo                          | —           | —           |                    | Go Go Diva                 |
| 2019                                                                          | Woow                                  | —           | —           |                    | Go Go Diva                 |
| 2019                                                                          | Maledetta tenerezza                   | —           | —           |                    | Go Go Diva                 |
| 2021                                                                          | Alieno                                | —           | —           |                    | My Mamma                   |
| 2021                                                                          | Amare                                 | 11          | —           | - ITA: Platino     | My Mamma                   |
| 2021                                                                          | Vita                                  | —           | —           |                    | My Mamma                   |
| 2021                                                                          | Religiosamente                        | —           | —           |                    | My Mamma                   |
| 2022                                                                          | Ciao ciao                             | 3           | 44          | - ITA: Platino (4) | My Mamma ciao ciao Edition |
| 2022                                                                          | Diva                                  | —           | —           | - ITA: Oro         | My Mamma ciao ciao Edition |
| 2024                                                                          | Paradiso                              | —           | —           |                    | Giorni felici              |
| 2024                                                                          | La città addosso                      | —           | —           |                    | Giorni felici              |
| "—" indica una pubblicazione non classificata o non pubblicata in quel Paese. |                                       |             |             |                    |                            |

### Come artista ospite
| Anno | Titolo                                                                | Album di provenienza |
| ---- | --------------------------------------------------------------------- | -------------------- |
| 2019 | Ci diamo un bacio (Dimartino feat. La Rappresentante di Lista)        | Afrodite             |
| 2020 | Luce (tramonti a nord est) (Rancore feat. La Rappresentante di Lista) | /                    |
| 2023 | Tilt (Zef e Marz feat. Elisa e La Rappresentante di Lista)            | /                    |

## Collaborazioni
| Anno | Titolo                                                              | Album di provenienza               |
| ---- | ------------------------------------------------------------------- | ---------------------------------- |
| 2022 | Attraverso te (Marco Mengoni feat. La Rappresentante di Lista)      | Materia (Pelle)                    |
| 2024 | Le margherite sono salve (Levante feat. La Rappresentante di Lista) | Manuale distruzione - 10 anni dopo |

## Autori per altri artisti
| Anno | Titolo     | Artista              |
| ---- | ---------- | -------------------- |
| 2023 | Lettera 22 | I Cugini di Campagna |